# Большая Шуйма
 Большая Шуйма  — деревня в Пижанском муниципальном округе Кировской области.

## География
Расположена на расстоянии примерно 14 км по прямой на юго-запад от райцентра поселка Пижанка.

## История
Известна с 1873 года как починок По речке Шуйме, в котором дворов 16 и жителей 120, в 1905 (Черемисская Шуйма) дворов было 31 и жителей 230. В 1926 году это уже была деревня (Большая Шуйма или Антипкин, Черемисский по Шуйме) дворов 41 и жителей 234, в 1950 дворов 54 и жителей 181, в 1989 году 100 жителей. До 2020 года входила в состав Безводнинского сельского поселения до его упразднения.

## Население
Постоянное население составляло 68 человек (мари 100%) в 2002 году, 32 в 2010.